# Richard Abegg
Richard Wilhelm Heinrich Abegg (9. ledna 1869, Gdaňsk – 3. dubna 1910, Tessin, dnes Koszalin) byl německý fyzikální chemik a průkopník v oblasti valenční teorie.

## Životopis
Richard Abegg byl syn rady Wilhelma Abegga (1834-1913) a Margarety Friedenthalové. Jeho bratry byli pruský politik Wilhelm Abegg a právník Waldemar Abegg.
Vystudoval gymnázium v Berlíně a poté studoval fyzikální chemii na univerzitách v Kielu, v Tübingenu a v Berlíně. Zde promoval 19. července 1891 u profesora Augusta Wilhelma von Hofmanna s prací Über das Chrysen und seine Derivate. Poté pracoval jako asistent profesorů (Wilhelma Ostwalda (Lipsko), Svanteho Arrhenia (Stockholm) a Walthera Hermanna Nernsta (Göttingen)).
Abegg se roku 1897 stal profesorem chemie na univerzitě ve Vratislavi a v roce 1900 byl zvolen členem Německé akademie věd Leopoldina.
Zemřel při nehodě horkovzdušného balónu.

## Práce
- Über das Chrysen und seine Derivate. Schade, Berlín 1891
- Anleitung zur Berechnung volumetrischer Analysen. Grass, Barth & Co, Breslau 1900
- Die Theorie der elektrolytischen Dissociation. Enke, Stuttgart 1903